# 肢体を洗う
『肢体を洗う』（したいをあらう）は、2002年5月31日にシルキーズより発売されたアダルトゲーム、及びそれを原作としたアダルトアニメ。ゲームの初回特典はオリジナル原画集とアレンジ音楽CDが同梱。
「死体洗いのアルバイト」の都市伝説をもとにしたホラーアドベンチャーであり、プレイヤーは主人公の視点から2週間ほどの死体洗いのアルバイトを追体験し、隠された真の目的や、人間の狂気に触れていく。

## ストーリー
医者を夢見る貧乏浪人生・八坂聖治は、ある日アルバイト先の病院の副院長である露崎千草から解雇を言い渡され、衝撃を受ける。だが、千草は事務局でのアルバイトを辞めてもらう代わりに死体洗いのアルバイトをしないかと提示され、八坂は了承する。

### 御堂悠紀ルート
死体を洗うアルバイトは抗ストレス剤を開発するためのデータ集めのために行われたものであり、遺体の数々もストレス要因として集められたものだった。八坂の精神に異常はなかったが、千草はなぜか機嫌が悪かった。
実は、千草は死亡したはずの院長から実験を続けるよう頼まれたと思い込んでいた。悠紀の説得を受けた結果、千草は院長を殺したことを明かし、謝罪の後に自殺をした。
その後、八坂は理事会から現金を受けて病院を去り、研修医として赴任した別の病院で御堂と再会を果たした。

### 佐伯真魚ルート
千草は八坂と御堂を監視するよう真魚に命じるが、彼女はそれを断固拒否した。
翌日、夕礼の場に真魚がいなかったため八坂が探したところ、真魚が何者かに強姦されそうになっていた。
八坂に助けられた真魚は千草への復讐心をあらわにし、八坂はアルバイトのことを話した。八坂は真魚と病院を去り、会社員になることにした。

### 真田美和子ルート
死体洗いのアルバイトを終えた八坂は病院を追い出される。その夜、八坂は寮に出ることを美和子に伝え、二人きりの夜を過ごす。
3年後、美和子は聖治の夫となり、一人娘と3人で幸せな日々を過ごしていた。

### 狂気ルート
八坂は投与された薬の影響もあり、現実と妄想の見分けがつかなくなっていた。
ある日、悠紀をしゃべる死体と間違えて殺してしまい、その日から死体が自分に話しかけてくるという感覚に陥る。数日後、八坂は彼女の遺体を見つけ、彼女を殺したことを思い出す。
死体となった悠紀のある言葉を受けて発狂した八坂は、千草ら6人を殺害した末に逮捕された。

## 登場人物
声優名は非公開。
八坂聖治（やさか せいじ）
貧乏浪人生である青年で、医者を夢見ている。
モチベーションを保つかつ、寮に住み込みという形で大学病院の事務所でアルバイトをしていたが、機密保持の理由で理事会からクビの宣告を受ける。
それを不憫に思った副院長の千草から匿われる形で死体を洗う仕事を受けることになる。
なお、要領は良く物覚えも良いため正気の状態では鏑木や元同僚の真田からは仕事の評価は高い。また、そこそこの容姿から女性には好意を抱かれやすい一方、臆病な性格ゆえに性経験がなかった。

御堂悠紀（みどう ゆうき）
大学付属病院の看護婦で、八坂への連絡係。

露崎千草（つゆさき ちぐさ）
大学付属病院の副院長で、院長代行を務める。若いころ金銭面で苦労したことから、八坂に対しては親身に接する。

佐伯真魚（さえき まお）
悠紀の後輩である看護婦。幼い見た目がコンプレックスで、背丈についても実際は145cmだが、本人は150cmと言い張っている。北から狙われるようになった。

真田美和子（さなだ みわこ）
大学付属病院の事務局の女性職員で、事務局を追い出された八坂を心配している。

鏑木正元（かぶらぎ しょうげん）
八坂の死体洗いの仕事の指南役。ぶっきらぼうだが面倒見が良く、作業中には軽口が多い。

鎌田志津江（かまた しづえ）
病院の患者で、「クラブ・ティンカーベル」の元ママで、現在はオーナーを務めている。千草とは顔見知り。

北信二郎（きた しんじろう）
大学付属病院に勤務する医師。妻が理事の娘であることをいいことに看護婦たちへわいせつな行為を繰り返しているため、彼女達からの評判は悪い。

## アダルトアニメ
『肢体を洗う THE ANIMATION』のタイトルで、2003年から2004年にかけてピンクパイナップルより発売された。全3巻。
ストーリーの冒頭部分や登場人物の関係は原作に合わせているが、ストーリーの展開そのものは原作とは異なる。また、グロテスクな描写は原作よりも詳細に描かれており、たとえば薬物で朦朧となっているヒロインが八坂に強姦される場面の場合、八坂の視点ではヒロインが死体になっている。

### あらすじ（アダルトアニメ）
CASE.1「性死」
浪人生の八坂聖治は、ある大学付属病院の事務局から死体を洗うアルバイトを提示され、多額の報酬を出すと約束される。若い女性の死体に恐怖を覚えつつも、一日目を終えた後、副院長の露崎千草に呼び出される。

CASE.2「性魔」
聖治は副院長の千草と肉体関係を結ぶ。千草は譲二の旅に、聖治に薬物を投与する。一方、彼は事務局員の美和子に思いを寄せていたが、ある日、気絶した彼女を死体と間違えて作業場に持ち込んでしまう。やがて彼は美和子を犯す。そこへ、看護師の佐伯真魚が止め入るが、逆に聖治に侵されてしまう。一方、副院長室では、死体洗いの指南役である鏑木正元が千草との情事を楽しんでおり、2人の前には作業場の映されたモニターがあった。

CASE.3 「性薬」
真魚の先輩で、聖治の連絡係をしていた御堂悠紀は、しばらく様子を見ていたものの、彼の暴走を止めようとするが、逆に彼に犯される。そのころ、狂気に陥った真魚は鏑木と共に、まだ生きていた美和子を拘束して凌辱しようとする。

### スタッフ
- 原作 - シルキーズ「肢体を洗う」
- 監督 - 荒木英樹
- 脚本 - ももいおさむ
- キャラクターデザイン・作画監督 - 荒木英樹
- 美術監督 - 片野坂悟一
- 色彩設計 - 中野倫明 (CASE.1)、窯華麗 (CASE.2,3)
- 音響監督 - 飯塚康一
- プロデューサー - 次野望華
- アニメーション制作 - ORADA COMPANY
- 製作 - SOFGARE、ピンクパイナップル

### 主題歌
エンディングテーマ「樹海」
作詞 - 柚木美祐 / 作曲・編曲 - 坂本昌之 / 歌 - 園崎未恵

### 各話リスト
- CASE.1 「性死」（2003年6月27日発売）
- CASE.2 「性魔」（2003年9月26日発売）
- CASE.3 「性薬」（2004年1月23日発売）

### 反響
おたぽるの穴リスト猫は、本作のOVA版についてかなり人を選ぶが一級品であるとし、作品の狂いっぷりから『ザ・ギニーピッグ マンホールの中の人魚』や『LSD -ラッキースカイダイアモンド-』との近似性を挙げている。